# بينوا لانغ
بينوا لانغ (بالفرنسية: Benoît Lang)‏ (19 ديسمبر 1983 في بلجيكا - ) هو لاعب كرة قدم لوكسمبورغي في مركز الدفاع. شارك مع منتخب لوكسمبورغ تحت 19 سنة لكرة القدم ومنتخب لوكسمبورغ تحت 21 سنة لكرة القدم ومنتخب لوكسمبورغ لكرة القدم. أما مع النوادي، فقد لعب مع إف91 دوديلانج ونادي فولا إيش وCS Oberkorn ‏ وFC Jeunesse Canach ‏ وFC Swift Hesperange ‏ ونادي غريفينماتشر الرياضي ‏ وPersema Malang ‏.

## وصلات خارجية
- بينوا لانغ على موقع الاتحاد الدولي (مؤرشف)  (الإنجليزية)
- بينوا لانغ على موقع قاعدة بيانات كرة القدم.إي يو (الإنجليزية)
- بينوا لانغ على موقع ناشيونال فوتبول تيمز (الإنجليزية)